# Ursula Männle

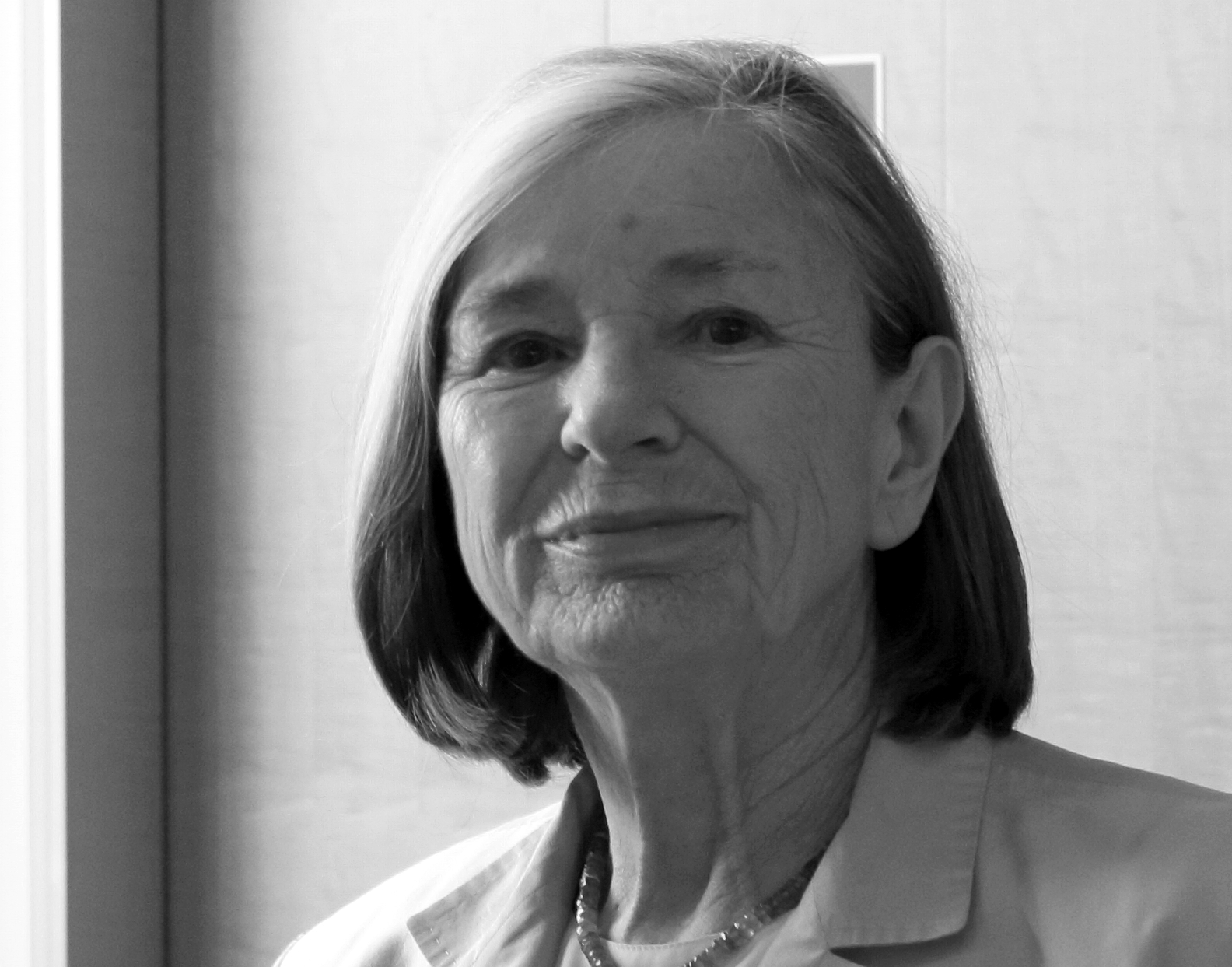
Ursula Männle 2015

Ursula Männle (* 7. Januar 1944 in Ludwigshafen am Rhein) ist eine deutsche Sozialwissenschaftlerin und Politikerin (CSU). Sie war jeweils 13 Jahre Mitglied des Bayerischen Landtages und des Deutschen Bundestages sowie Bayerische Staatsministerin für Bundes- und Europaangelegenheiten. Von 2014 bis 2019 war sie Vorsitzende der Hanns-Seidel-Stiftung.

## Ausbildung und Beruf
Nach dem Abitur 1964 studierte Ursula Männle von 1964 bis 1969 Politikwissenschaften, Soziologie und Neuere Geschichte an den Universitäten München und Regensburg. Von 1970 bis 1976 war sie Assistentin an der Akademie für Politische Bildung.
Seit 1976 ist sie Professorin an der Katholischen Stiftungsfachhochschule München am Standort Benediktbeuern.
Ursula Männle ist Mitherausgeberin von Civis mit Sonde.

## Politik
Ursula Männle ist seit 1964 Mitglied der CSU. 1966/1967 war sie Landesvorsitzende des RCDS. Von 1973 bis 1977 war Männle stellvertretende Bundesvorsitzende der Jungen Union (JU), zwischen 1981 und 1991 Landesvorsitzende der Frauen-Union der CSU. Seit 1973 war sie Mitglied des CSU-Landesvorstandes, seit 1987 Mitglied im Präsidium.
Männle war 1979/1980 und von 1983 bis 1994 Mitglied des Deutschen Bundestages. Von 1994 bis 1998 war sie Bayerische Staatsministerin für Bundesangelegenheiten und Bevollmächtigte Bayerns beim Bund.
Von 2000 bis 2013 war Männle Abgeordnete des Bayerischen Landtages. Sie war Mitglied im Fraktionsvorstand der CSU, Sprecherin der Fraktion für Bundes- und Europaangelegenheiten und Vorsitzende des Ausschusses für Bundes- und Europaangelegenheiten.  Bis 14. Januar 2009 war sie auch Vorsitzende der Arbeitsgruppe Frauen im Bayerischen Landtag.
Bis zur Landtagswahl im September 2013 vertrat sie den Stimmkreis Starnberg (Wahlkreis Oberbayern) im Bayerischen Landtag. Sie vertritt die CSU im Vorstand des Netzwerks Europäische Bewegung Deutschland.

## Ehrenämter
Sie war 2000–2011 Präsidiumsmitglied des Hochschullehrerbundes (hlb). Sie ist geschäftsführender Vorstand von IN VIA Katholische Mädchensozialarbeit (Caritas) zudem Mitglied des Deutschen Akademikerinnenbundes (DAB) und der Katholischen Frauengemeinschaft Deutschlands (kfd). Im Mai 2014 wurde sie als Nachfolgerin von Hans Zehetmair Vorsitzende der CSU-nahen Hanns-Seidel-Stiftung. Hier wurde sie 2018 für vier weitere Jahre im Amt bestätigt, gab jedoch am 11. September 2019 ihren Rücktritt zum Jahresende 2019 bekannt.

## Privates
Seit 2010 ist sie mit Prof. Helmut Berschin verheiratet.

## Schriften
- mit Eckard Colberg: Kleine Fibel für die politische Praxis. Beck, München 1974, ISBN 3-406-05409-9.
- Zur Geschäftsordnung: Die Praxis der Willensbildung. 4. Auflage. Bayerische Landeszentrale für politische Bildungsarbeit, München 1977.
- Die gestaltende Rolle der Frau im 21. Jahrhundert. hss, 1999, ISBN 3-88795-194-8.